# 毕业会考
《毕业会考》（羅馬尼亞語：Bacalaureat；working title：Family Photos）是一部2016年克里斯蒂安·蒙久编剧并执导的罗马尼亚电影，Adrian Titieni主演。获得2016年戛纳电影节最佳导演奖。

## 剧情
故事发生在罗马尼亚的一个小城镇，主角是一个医生。讲述他为了让被性侵的女儿顺利毕业而不惜一切代价的故事。

## 角色
- Adrian Titieni
- Maria-Victoria Dragus
- Lia Bugnar
- Vlad Ivanov

## 制作
据导演Cristian Mungiu表示，故事的灵感来自于他的生活以及为人父母的经历。导演的公司 Mobra Films 以及 Why Not Productions、Wild Bunch、Les Films du Fleuve、France 3 Cinéma 和 Mandragora Movies为出品方。并获得罗马尼亚国家电影中心191万罗马尼亚列伊的资助。2015年6月11日到7月24日在罗马尼亚布拉索夫縣的小镇Victoria取景拍摄。

## 评价
坎城影展媒体场刊评分3分（满分4分），收获许多好评。